# Marina alamosana
Marina alamosana är en ärtväxtart som först beskrevs av Per Axel Rydberg, och fick sitt nu gällande namn av Rupert Charles Barneby. Marina alamosana ingår i släktet Marina och familjen ärtväxter. Inga underarter finns listade i Catalogue of Life.